# Eagle Harbor (Michigan)
Eagle Harbor – jednostka osadnicza w Stanach Zjednoczonych, w stanie Michigan, w hrabstwie Keweenaw.